# Sel triple du monopersulfate de potassium
Le « sel triple du monopersulfate de potassium » est un produit de désinfection pour piscines. Le composant actif est l'hydrogénopersulfate de potassium, de formule KHSO5, aussi appelé communément monopersulfate de potassium. Il peut être commercialisé sous le nom d'oxygène actif. Contrairement à d'autres produits d'entretien, il ne contient pas de chlore.